# Attaque de la crèche de Termonde
L'attaque de la crèche de Termonde est une attaque au couteau s'étant déroulée le 23 janvier 2009 à Saint-Gilles-lez-Termonde dans la commune belge de Termonde.
Elle est perpétrée dans la crèche Fabeltjesland, par un homme de 20 ans, du nom de Kim de Gelder.
Le bilan fait état de 3 décès et 13 blessés dont l'auteur des faits,.